# Vincent Rottiers
Vincent Rottiers (Évry, Essonne, 17 de junio de 1986) es un actor francés. Es el hermano mayor del actor Kévin Azaïs.

## Filmografía
| Año  | Título                                            | Papel                         | Notas                                                      |
| ---- | ------------------------------------------------- | ----------------------------- | ---------------------------------------------------------- |
| 2002 | Les Diables                                       | Joseph                        |                                                            |
| 2004 | La classe du brevet                               | Rémi                          | Película de televisión                                     |
| 2004 | Narco                                             | Kevin                         |                                                            |
| 2004 | My Angel                                          | Billy                         |                                                            |
| 2005 | Mille soleils                                     | Yann                          | Cortometraje                                               |
| 2005 | Nina's House                                      | Gabriel                       |                                                            |
| 2005 | The Passenger                                     | Lucas                         | Nominado—Premio César por Actor Más Prometedor             |
| 2006 | Les deux viens de serpent                         | Pierre                        |                                                            |
| 2006 | Novice                                            | Enzo                          | Cortometraje                                               |
| 2007 | Treasured Island                                  | Jim Hawkins                   |                                                            |
| 2007 | L'affaire Sacha Guitry                            | Jean                          | Película de televisión                                     |
| 2007 | Intimate Enemies                                  | Lefranc                       |                                                            |
| 2008 | 664 km                                            | David                         | Cortometraje                                               |
| 2008 | Female Agents                                     | Eddy                          |                                                            |
| 2009 | Instinctif                                        | Jérôme                        | Cortometraje                                               |
| 2009 | In the Beginning                                  | Nicolas                       |                                                            |
| 2009 | Silent Voice                                      | Alexandre                     | Cabourg Film Festival Award por Actor Masculino Revelación |
| 2009 | I'm Glad My Mother Is Alive                       | Thomas Jouvet                 | Nominado—Premio César por Actor Más Prometedor             |
| 2010 | Gardiens de l'ordre                               | Jean - le fils de député      |                                                            |
| 2010 | Histoires de viens                                | Yann Rousseau                 | Serie de televisión                                        |
| 2011 | The Night Clerk                                   | Frédéric Boissier             |                                                            |
| 2011 | Love and Bruises                                  | Eric                          |                                                            |
| 2011 | Last Winter                                       | Johann                        |                                                            |
| 2011 | Dans la tourmente                                 | Le gardien au berger allemand |                                                            |
| 2011 | On the Touchline                                  |                               | Cortometraje                                               |
| 2012 | Renoir                                            | Jean Renoir                   |                                                            |
| 2012 | Chroniques d'une cour de récré                    | Moustache                     |                                                            |
| 2012 | Le monde nous appartient                          | Arnaud                        |                                                            |
| 2012 | L'homme à la cervelle d'or                        | Stanley                       | Cortometraje                                               |
| 2013 | Mood Indigo                                       | Le religieux                  |                                                            |
| 2013 | The Marchers                                      | Sylvain                       |                                                            |
| 2014 | Bodybuilder                                       | Antoine Morel                 |                                                            |
| 2015 | Valentin Valentin                                 | Valentin Fontaine             |                                                            |
| 2015 | Dheepan                                           | Brahim                        | Nominado—Premio César por Mejor Actor de Soporte           |
| 2016 | Nocturama                                         | Greg                          |                                                            |
| 2017 | The Faithful Son                                  | Ben                           |                                                            |
| 2018 | Angel                                             |                               |                                                            |
| 2019 | Pompei                                            | Toxou                         |                                                            |
| 2019 | Sympathy for the Devil (Sympathie pour le diable) | Vincent                       |                                                            |